# Uda-Paciurea
Uda-Paciurea – wieś w Rumunii, w okręgu Teleorman, w gminie Uda-Clocociov. W 2011 roku liczyła 804 mieszkańców.